# Al-Baida (muhafaza)
Al-Baida (arapski: البيضاء) je jedna od 20 jemenskih muhafaza. Ova pokrajina nalazi se u unutrašnjosti Jemena na jugozapadu zemlje.
Al-Baida ima površinu od 9270 km² i 571.778 stanovnika, a gustoća naseljenosti iznosi 61,7 st./km².

## Vanjske poveznice
- Naselja u Muhafazatu al Bayda, na stranicama Falling Rain Genomics (engl.)